# Dinamite

Schema di un candelotto di dinamite:
A. Segatura (o altro tipo di materiale assorbente) intrisa di nitroglicerina
B. Contenitore del materiale esplosivo
C. Detonatore
D. Cavo collegato al detonatore

La dinamite è un esplosivo brevettato dal chimico e ingegnere svedese Alfred Nobel nel 1867 a Geesthacht, in Germania. L'etimologia del termine deriva dal greco antico "δύναμις", dýnamis, "forza".

## Storia

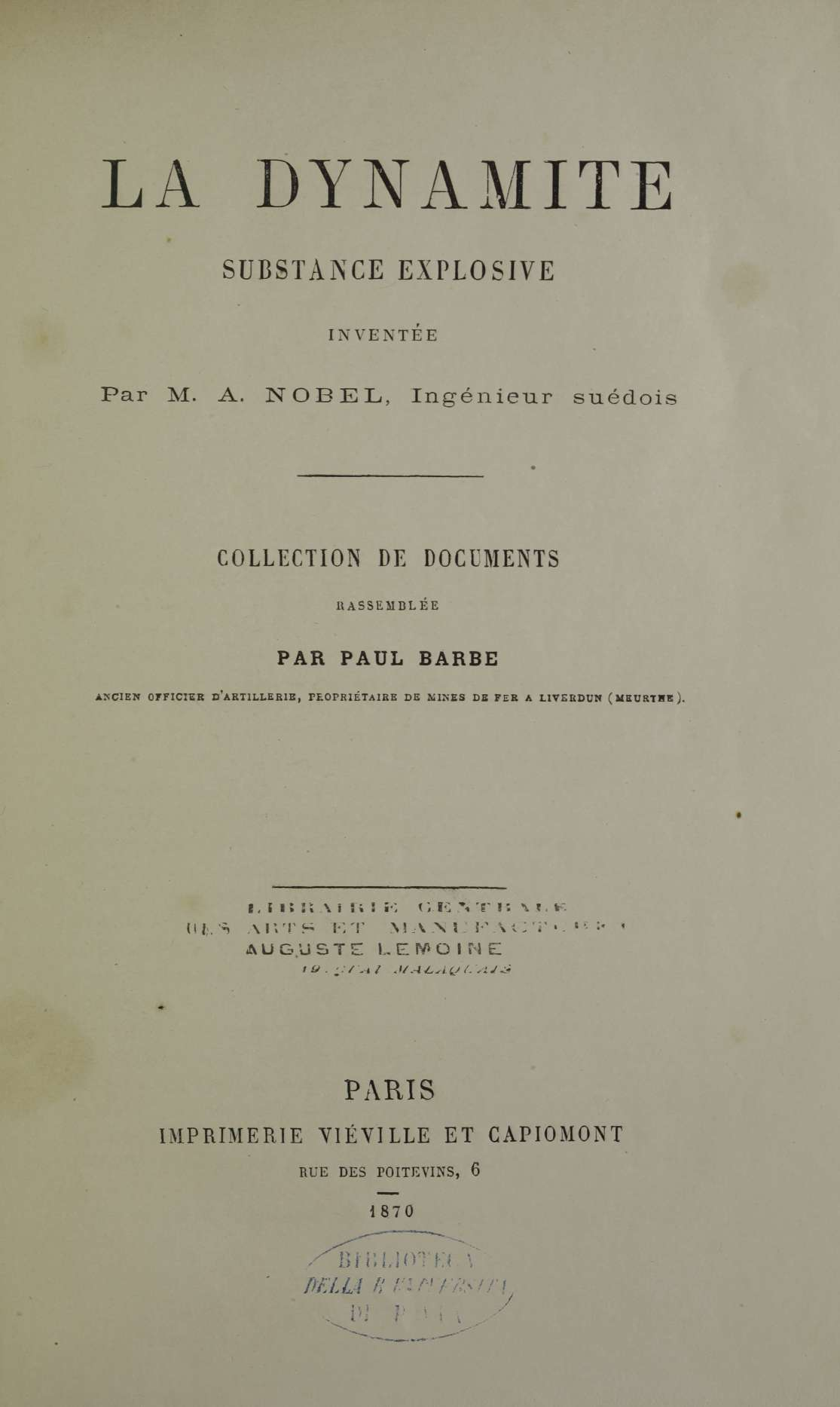
La dynamite, 1870

Nei candelotti venne messa  la nitroglicerina, materiale sintetizzato per la prima volta nella storia umana dal chimico italiano Ascanio Sobrero nel 1847, un liquido instabile molto sensibile alle scosse e alle variazioni termiche. Nel tempo, però, si riscontrò una non trascurabile probabilità di rilascio della nitroglicerina: se la dinamite veniva esposta a basse temperature, la nitroglicerina si dilatava e fuoriusciva dai candelotti, creando gravi problemi di trasporto e manipolazione a causa del pericolo di esplosioni. Presentatosi questo problema, la ricerca si volse alla preparazione di esplosivi più sicuri come quelli plastici.
Nel periodo in cui la dinamite fu il migliore esplosivo in commercio, il brevetto registrato da Nobel - il quale donò gran parte dei soldi ricavati dalla scoperta per fondare il premio che porta il suo nome - crebbe di valore e fu accompagnato da una successiva serie di brevetti minori, venendo largamente usato nell'industria mineraria e nelle cave, in edilizia, nelle demolizioni e, in misura minore, in campo bellico.

## Descrizione
È una miscela destinata a causare un'esplosione, considerato più sicuro (poiché più stabile) degli altri esplosivi in uso all'epoca della sua scoperta. In particolare è un derivato della nitroglicerina che, miscelata con sostanze assorbenti neutre come la farina fossile e la silice o attive come la segatura e la cellulosa, dà origine a una miscela solida stabile a temperatura ambiente.